# Викрадення японців Північною Кореєю
Викрадення японців Північною Кореєю — низка інцидентів, що відбулися з 1977 по 1983 роки, коли спецслужби КНДР викрали, за різними оцінками, від 13, до 80 підданих Японії. Факт викрадення 13 з них був визнаний владою КНДР 17 вересня 2002 року після зустрічі прем'єр-міністра Японії Коїдзумі Дзюнітіро з лідером КНДР Кім Чен Іром. Кім сказав, що викрадення здійснювалося не за наказом влади КНДР, а «деякими людьми, які хотіли показати свій героїзм». До того часу 8 з 13 викрадених померли. За твердженнями північнокорейської влади, це відбулося в результаті хвороб і стихійних лих.
Деякі дослідники вважають, що викрадення були здійснені для того, щоб викрадені викладали японську мову і розповідали про японські звичаї та культуру майбутнім північнокорейським розвідникам.

## Список японців, факт викрадення яких визнаний урядом Японії
Японський уряд визнає факт викрадення 17 осіб.
| Ім'я                       | Стать | Дата народження  | Обставини зникнення                                                                                                | Ситуація на поточний момент |
| -------------------------- | ----- | ---------------- | --- | --- |
| Куме Ютака 久米裕          | чол.  | приблизно 1925   | Зник у вересні 1977 на півострові Ното в префектурі Ісікава                                                        | КНДР заперечує свою причетність до інциденту |
| Йокота Меґумі 横田めぐみ   | жін.  | 15 жовтня 1964   | Зникла 15 листопада 1977 у місті Ніїґата                                                                           | Згідно з офіційною версією КНДР, вчинила самогубство 13 березня 1994 (спочатку КНДР називала 13 березня 1993, але пізніше дата була скоректована) |
| Тімура Ясусі 地村保志      | чол.  | 4 червня 1955    | Зник 7 липня 1978 зі своєю нареченою Хамамото Фукіе біля узбережжя поруч з містом Обама (Префектура Фукуй)         | Живий і повернувся до Японії |
| Тімура Фукіе 地村富貴惠    | жін.  | 8 червня 1955    | Зникла 7 липня 1978 зі своїм нареченим Тимурою Ясусі біля узбережжя поруч з містом Обама (Префектура Фукуй)        | Жива й повернулася до Японії |
| Таґуті Яеко 田口八重子     | жін.  | 10 серпня 1955   | Зникла у Токіо в червні 1978 року                                                                                  | Згідно з офіційною версією Північної Кореї, померла в КНДР 30 липня 1986                                                                          |
| Масумото Руміко 増元るみ子 | жін.  | 1 листопада 1954 | Зникла 12 серпня 1978 разом зі своїм хлопцем Ітікавою Сюїті в місті Фукіаґе (Префектура Каґосіма)                  | Згідно з офіційною версією Північної Кореї, померла в КНДР 17 серпня 1981                                                                         |
| Ітікава Сюїті 市川修一     | чол.  | 20 жовтня 1954   | Зник 12 серпня 1978 разом зі своєю дівчиною Масумото Руміко в місті Фукіаґе (Префектура Каґосіма)                  | Згідно з офіційною версією Північної Кореї, помер у КНДР 4 вересня 1979                                                                           |
| Соґа Хітомі 曽我ひとみ     | жін.  | 17 травня 1959   | Зникла разом зі своєю матір'ю Соґою Мійосі в серпні 1978 з острова Садо (Префектура Ніїґата)                       | Одружилася з Чарльзом Робертом Дженкінсом, що втік з армії США у 1980 і повернулася з ним до Японії в 2004                                        |
| Соґа Мійосі 曽我ミヨシ     | жін.  | приблизно 1932   | Зникла разом зі своєю дочкою Соґою Хітомі в серпні 1978 з острова Садо (Префектура Ніїґата)                        | Доля невідома |
| Хара Тадаакі 原敕晁        | чол.  | 10 серпня 1936   | Зник у червні 1980 в місті Міядзакі (префектура Міядзакі)                                                          | Згідно з офіційною версією Північної Кореї, помер у КНДР 19 липня 1986                                                                            |
| Ісіока Тору 石岡亨         | чол.  | 29 червня 1957   | Зник у травні 1980 в Мадриді в ході подорожі до Європи                                                             | Згідно з офіційною версією Північної Кореї, помер у КНДР 4 листопада 1988                                                                         |
| Мацукі Каору 松木薫        | чол.  | 23 червня 1953   | Зник у травні 1980 в Мадриді в ході подорожі до Європи                                                             | Згідно з офіційною версією Північної Кореї, помер у КНДР 23 серпня 1996                                                                           |
| Арімото Кейко 有本恵子     | жін.  | 12 січня 1960    | Зникла в червні 1983 з Лондона, де перебувала на стажуванні                                                        | Згідно з офіційною версією Північної Кореї, померла в КНДР 4 листопада 1988                                                                       |
| Хасуїке Каору 蓮池祐木子   | чол.  | 29 вересня 1957  | Зник 31 липня 1978 зі своєю дівчиною Окуда Юкіко біля узбережжя поруч з містом Касівадзакі (Префектура Ніїґата)    | Живий і повернувся до Японії |
| Хасуїке Юкіко 蓮池祐木子   | жін.  | 15 квітня 1956   | Зникла 31 липня 1978 зі своїм хлопцем Хасуїке Каору біля узбережжя поруч з містом Касівадзакі (Префектура Ніїґата) | Жива й повернулася до Японії |
| Танака Мінору 田中実       | чол.  | приблизно 1950   | Зник у червні 1978. Його переконали поїхати за кордон і пізніше вивезли в КНДР                                     | КНДР заперечує свою причетність до інциденту |